# 李康奭
李 康奭 （イ・ガンソク、이강석、Lee Kang-Seok、1985年2月28日 - ）は、大韓民国議政府市出身のスピードスケート選手。
2004年11月の韓国距離別選手権500mで優勝して韓国チームを代表する選手に躍り出た。
2006年トリノオリンピックでは男子500mで及川佑を僅差で下して銅メダルを獲得した。この銅メダルは、冬季オリンピックで韓国がショートトラックスピードスケート以外で獲得した2個目のメダルだった（1個目は1992年アルベールビルオリンピックスピードスケート男子1000mの金潤万の銀メダル）。2007年3月9日に、アメリカ・ソルトレイクシティのユタ・オリンピックオーバルで行われた世界距離別選手権で、それまで日本の加藤条治が保持していた世界記録を0秒05更新する、34秒25の世界新記録を樹立したものの、同年11月9日には李が世界記録を出したリンクで、ジェレミー・ウォザースプーンに0秒22更新（34秒03）された。
2010年バンクーバーオリンピックの男子スピードスケート500mでは4位に終わり、2大会連続のメダル獲得はならなかった。